# Платформизм
Платформи́зм — направление в рамках более широкого анархистского движения, первоначально предложенное анархо-коммунистами Петром Аршиновым и Нестором Махно. Концепция была изложена на основе их опыта участия в Российской революции 1917—1921 годов в газете «Дело Труда» о Всеобщем союзе анархистов. Ими был предложен проект под названием «Организационная платформа всеобщего союза анархистов (проект)».
Данная платформа строилась на понимании её авторами причин поражения российского анархистского движения и победы партии большевиков. Платформа призвана была рассмотреть и объяснить неудачи анархистского движения во время Российской революции. Её публикация вызвала широкий отклик среди анархистов всего мира, вызвав как положительные отзывы, так и резко отрицательную критику.

## История
Организационная платформа Всеобщего союза анархистов была издана в 1926 г. в газете «Дело Труда» находившимися в эмиграции во Франции Н. Махно и П. Аршиновым. Она представляет собой анализ основных анархо-коммунистических принципов, видения будущего анархистского общества, а также рекомендации о том, как должна быть структурирована анархистская организация.
Основными принципами Платформы, в соответствии с которыми должна действовать организация анархистов, назывались: идеологическое единство, единство тактики или коллективный метод действия, коллективная ответственность и федерализм.
В Платформе утверждается, что
Нам жизненно необходима организация, которая, объединив большинство участников анархического движения, установила бы общую тактическую и политическую линию в анархизме и стала бы направляющей для всего движения.
В 1929 году на страницах «Дела труда» Аршинов опубликовал статью «Новое в анархизме» со своим разъяснением некоторых положений Платформы.

## Принципы
Платформа основывается на четырёх основных организационных функциях. К ним относятся:
- Единство идеологии — необходимо для наличия единой цели всех входящих в Союз анархистов. Вся деятельность всех членов организации должна соответствовать идеологическим принципам Союза.
- Единство тактики или коллективный метод действия — подразумевает строго согласованное единство действий всех членов и групп Союза, соответствующих идеологическим установкам организации.
- Коллективная ответственность — подразумевала отказ от личных акций в пользу коллективного действия, за которые несут ответственность все члены организации, объединённые общей идеологией.
- Федерализм — «В противовес централизму анархизм всегда выдвигал и отстаивал принцип федерализма, в котором сочетались независимость личности или организации, их инициатива и служение общему делу».

## Критика
Платформа вызвала резкую критику со стороны многих частей анархического движения того времени. В частности с критикой выступали такие видные анархисты, как Всеволод Волин, Эррико Малатеста, Луиджи Фаббри, Камилло Бернери, Макс Неттлау, Александр Беркман, Эмма Гольдман и Григорий Максимов. Малатеста, отвечая на идею Платформы в одной из своих работ, отметил, что «Их организация, будучи типично авторитарной, далеко не помогая добиться победы анархистского коммунизма, к которому они стремятся, может только фальсифицировать анархистский дух и привести к последствиям, которые идут вразрез с их намерениями».
Тем не менее позже Малатеста согласился с идеями, предлагаемыми в Платформе, хотя его смущал язык изложения.
В качестве альтернативы платформизму Волин и Себастьян Фор предложили идею «синтетического анархизма».
В апреле 1927 года группа анархистов дала коллективный ответ с развёрнутой критикой на Платформу. Под данным текстом подписались: Соболь, Флешин, Шварц, Штеймер, Волин, Лия, Роман, Эрвантян.
В их ответе, в частности, говорилось:
Итак, только по недоразумению или незнанию зарубежные товарищи могут считать «Платформу» выводом, сделанным значительным числом русских анархистов из опыта революции. Она представляет до сих пор лишь весьма спорное частное мнение нескольких русских анархистов.

## Современные платформистские организации
На сегодняшний день в разных странах существуют различные платформистские организации, в том числе

### в Европе
- Революционное действие — Белоруссия[11],
- Liberty and Solidarity — Великобритания,
- Federation of Anarchists of Greece (OAE) — Греция,
- Federazione dei Comunisti Anarchici (FdCA) — Италия,
- Workers Solidarity Movement — Ирландия,
- Anarchist Communist Initiative (AKI) — Турция,
- Народная Самооборона — Россия[12],
- Organisation Communiste Libertaire — Франция,
- Alternative Libertaire — Франция,
- Organizace Revolucnich Anarchistu-Solidarita (ORAS) — Чехия,
- Organisation Socialiste Libertaire — Швейцария.

### в Австралии
- Melbourne Anarchist Communist Group (MACG) — Австралия,
- Sydney Anarchist Communist Trajectory (SACT) — Австралия

### На Ближнем Востоке
- Al Badil al Taharouri — Ливан

### в Африке
- Zabalaza Anarchist Communist Federation (ZACF) — ЮАР

### в Северной Америке
- Union Communiste Libertaire — Квебек,
- Alianza de los Comunistas Libertarios (ACL) — Мексика,
- Common Cause — Онтарио,
- North Eastern Federation of Anarchist Communists (NEFAC, или фр. Fédération des Communistes Libertaires du Nord-Est) — северо-восток США

### в Южной Америке
- Organizacion Socialista Libertaria (OSL) — Аргентина,
- Coletivo pró Organização Anarquista em Goiás — Бразилия,
- Laboratorio de Estudos Libertarios — Бразилия,
- Grupo Qhispikay Llaqta — Перу,
- Organización Comunista Libertaria (OCL) — Чили,
- Federacion Anarquista Uruguaya (FAU) — Уругвай